# Hoje (banda)
Hoje é um projecto pop português liderado pelo músico Nuno Gonçalves (The Gift), criado para o lançamento do álbum Amália Hoje (álbum com fados de Amália Rodrigues à luz da sonoridade pop.)

Nuno Gonçalves assina a escolha do alinhamento, os arranjos e a direcção musical do grupo. Os outros elementos são Sónia Tavares, vocalista dos The Gift,  Fernando Ribeiro, dos Moonspell e Paulo Praça (ex-Turbo Junkie e Plaza).
Atuam no Coliseu de Lisboa precisamente no 10º aniversário da morte de Amália Rodrigues. Em Maio de 2010 é lançado um DVD gravado ao vivo que também inclui um CD.
O primeiro disco foi o álbum mais vendido no ano de 2009 e atingiu o galardão de quádrupla platina. 

O grupo anunciou o fim do projeto e a despediu dos palcos com um concerto no mês de Agosto de 2010. Depois ainda atuaram em 2011 em plena Nova Iorque. 

## Integrantes
- Nuno Gonçalves
- Sónia Tavares
- Fernando Ribeiro
- Paulo Praça

## Lançamentos
- (Abril, 2009) CD - Amália Hoje
- (Maio, 2010) DVD/CD - Amália Hoje Ao Vivo